# Långa gyl
Långa gyl är en sjö i Älmhults kommun i Småland och ingår i Skräbeåns huvudavrinningsområde. Sjön har en area på 0,0399 kvadratkilometer och ligger 163,1 meter över havet.

## Delavrinningsområde
Långa gyl ingår i det delavrinningsområde (626065-142493) som SMHI kallar för Mynnar i Siggaboda Damm. Medelhöjden är 162 meter över havet och ytan är 12,42 kvadratkilometer. Det finns ett avrinningsområde uppströms, och räknas det in blir den ackumulerade arean 18,23 kvadratkilometer. Vattendraget som avvattnar avrinningsområdet har biflödesordning 3, vilket innebär att vattnet flödar genom totalt 3 vattendrag innan det når havet efter 55 kilometer. Avrinningsområdet består mestadels av skog (67 procent) och öppen mark (10 procent). Avrinningsområdet har 0,67 kvadratkilometer vattenytor vilket ger det en sjöprocent på 5,4 procent.